# Dom Świętego Gabriela
Dom Świętego Gabriela – kanadyjskie muzeum w Montrealu w prowincji Quebec, mające na celu upamiętnienie historii i zachowanie dziedzictwa kultury materialnej osadników przybyłych do Nowej Francji w połowie XVII wieku. Muzeum obejmuje zabudowania niewielkiej farmy, prowadzonej od przeszło 300 lat (pisane w 2014) przez zakonnice Zgromadzenia Sióstr Naszej Pani, założonego przez Małgorzatę Bourgeoys w Montrealu w roku 1658. 
Dom Świętego Gabriela uznany został za zabytek historyczny przez Ministerstwo Kultury, Komunikacji i Spraw Kobiet w październiku 1965. W 2007 roku miejsce zostało uznane za pomnik historii Kanady.

## Historia
31 października 1662 Paul de Chomedey de Maisonneuve przekazał Małgorzacie Bourgeoys ziemię położoną w miejscowości Pointe-Saint-Charles, na której zbudowano farmę zaopatrującą w żywność powstałe 4 lata wcześniej w Montrealu Zgromadzenie Sióstr Naszej Pani. Aby umożliwić uprawę roślin, głównie kukurydzy, zboża i dyni, teren wykarczowali wynajęci robotnicy. Robotnicy ci ochraniali także kongregację przed atakami nieprzyjaciół.
W 1668 roku Małgorzata Bourgeoys wykupiła sąsiadujący grunt, na którym stał dom i stodoła (jego właścicielami byli Francuzi, Francois Le Ber i JeanneTessier). Posiadłość stała się później znana jako Maison Saint-Gabriel. Na początku administracją farmy i domu zajmowała się zakonnica, siostra Catherine Crolo, która planowała pracę robotników przy zasiewach i zbiorach oraz transport płodów rolnych z farmy do otaczających osiedli. Siostra Catherine Crolo nadzorowała również inne zakonnice w klasztorze.

### Szkoła

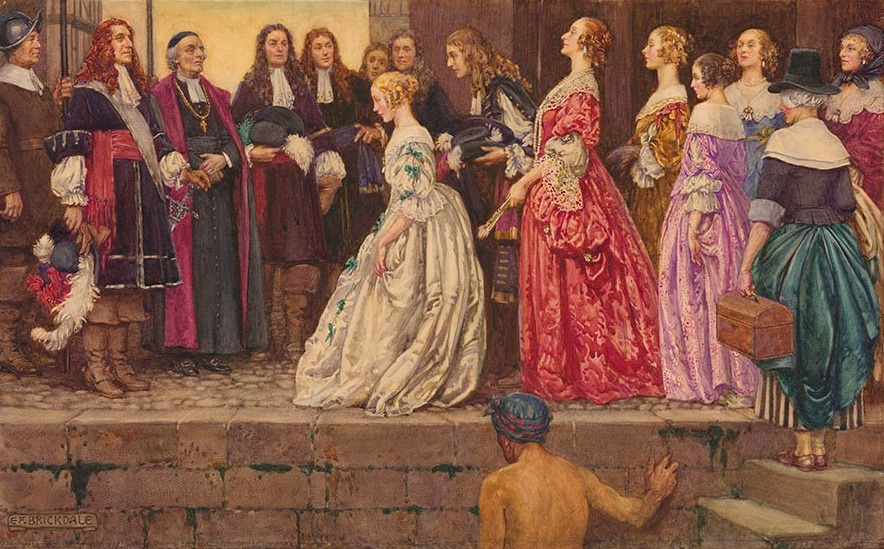
Córy królewskie przyjeżdżające do Quebecu w roku 1667, w celu poślubienia francusko-kanadyjskich rolników
Obraz Przybycie młodych panien z 1927 roku ze zbiorów muzealnych Domu Świętego Gabriela

We wczesnym okresie farma służyła także jako szkoła przygotowawcza dla młodych kobiet mieszkających lub pragnących osiedlić się w Montrealu, a także niektórych przywiezionych z Francji cór królewskich. Dziewczęta te sprowadzano do Nowej Francji jako przyszłe żony osadników, w trosce o zwiększenie liczby ludności kolonii. Akcja ta prowadzona była w latach 1663–1673.

### Dom i farma
W 1693 roku stary dom, z wyjątkiem fundamentów i mleczarni spłonął w czasie pożaru. Nowy budynek, który ukończono w 1698 roku, jest wartościowym świadectwem projektów architektonicznych XVII wieku.
W ciągu XIX wieku dom ulegał wielu zmianom. W wyniku rozszerzania się terenów miejskich Montrealu, część gruntów sprzedano na budowę domów. Szybki rozwój i urbanizacja dzielnicy Pointe-Saint-Charles, budowa linii kolejowej i utworzenie kanału Lachine (zob. Droga Wodna Świętego Wawrzyńca) spowodowały po roku 1850 powolną dezintegrację posiadłości.

## Muzeum
Idea utworzenia muzeum pojawiła się we wczesnych latach 60. XX wieku, przy okazji obchodów 300. rocznicy osiedlenia się w tym miejscu Małgorzaty Bourgeoys. Zbudowano w tym celu nowe pomieszczenia dla sióstr zakonnych, które miały nadzorować prace nad utworzeniem muzeum. Prace odbywały się pod nadzorem architekta Wiktora Depocas.
Budynek odrestaurowano, zachowując jego mury i odtwarzając warunki w jakich mieszkały siostry w XVII wieku. Odnowiono więc kuchnię, wspólny pokój, piwnice, kaplicę, sypialnie, pokój "córek królewskich" i poddasze. Wszystkie te pomieszczenia wyposażono w przedmioty codziennego użytku z epoki, odtwarzając atmosferę, jaka panowała w tym domu w XVII wieku. Muzeum Świętego Gabriela powiększyło się w 2010 roku o pawilon Catherine Crolo, w którym znajduje się sklep z pamiątkami i kawiarnia promująca wytwory lokalnego rękodzielnictwa oraz przestrzeń recepcyjna i pomieszczenie przeznaczone do organizacji wydarzeń kulturalnych.

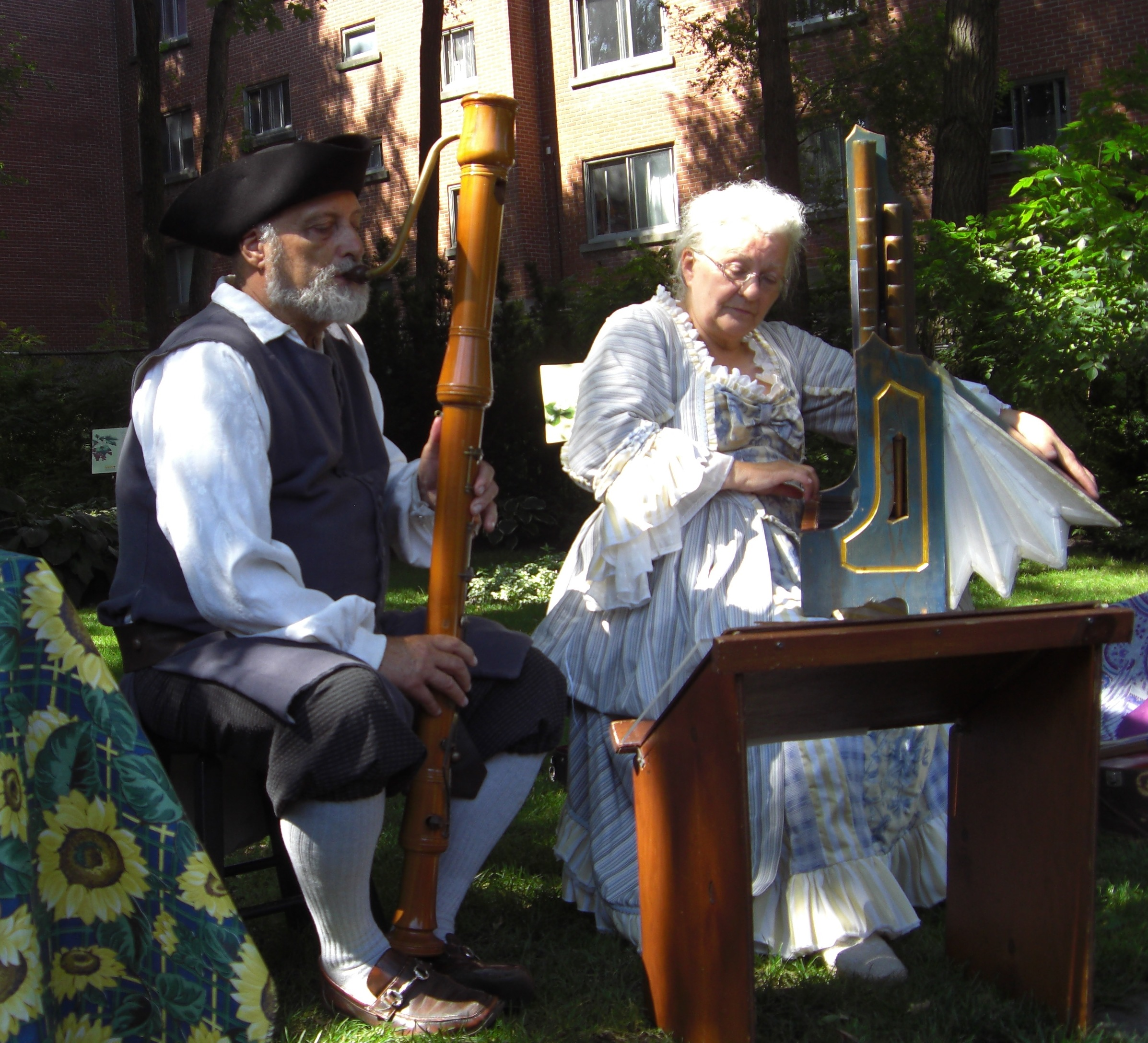
Koncert muzyki dawnej w ogrodach Domu Świętego Gabriela w Montrealu

W okresie letnim rzemieślnicy prezentują swoją sztukę i warunki życia w XVII wieku. W ogrodach otaczających muzeum zasadzono lokalne rośliny zielne i krzewy oraz odtworzono XVII-wieczny ogród warzywny.
Koszt całego projektu pokrywają częściowo dotacje kanadyjskiego rządu federalnego i rządu prowincji Quebec.

### Zbiory muzealne
Dom Świętego Gabriela posiada około 18 000 eksponatów. W XVII-wiecznym domu i w XVIII-wiecznej stodole znajduje się kolekcja przedmiotów z wieku XVII i czasów późniejszych, pozwalająca odtworzyć warunki życia na terenach wiejskich Nowej Francji. Wiele z eksponatów stanowią przedmioty oryginalne, inne są rekonstrukcjami stworzonymi na podstawie XVII-wiecznych źródeł ikonograficznych. Kolekcja obejmuje przedmioty codziennego użytku domowego, szaty i przedmioty religijne, meble domowe i kościelne, listy i książki, obiekty artystyczne, narzędzia i przedmioty do wyrobu tekstyliów, budowlane, rolnicze i handlowe.